# Південноєвропейський нафтогін
43°27′45″ пн. ш. 4°54′52″ сх. д. / 43.4625° пн. ш. 4.91444444° сх. д.
Південноєвропейський нафтогін або Нафтогін Лавера — Карлсруе (фр. Pipeline sud-européen) — система трубопроводів сирої нафти у Франції, Швейцарії та Німеччині. 
Побудований і експлуатується Société du pipeline sud-européen. 
Система постачає сиру нафту на нафтопереробні заводи у Фейзені, Кресьє, Рейшстеті та Карлсруе. 

## Технічний опис
Основний 34-дюймовий (860 мм) трубопровід довжиною 769 км починається у Фос-сюр-Мер (Лавера) у Франції та проходить через Страсбург до Карлсруе в Німеччині. 

Діяв в 1962–63 рр. 

Станом на 2011 рік не чинний, оскільки ділянка Фос — Страсбург законсервована. 
Інший 40-дюймовий (1000 мм) трубопровід довжиною 714 км пролягає від Фоса до Страсбурга (Обероффен-сюр-Модер), а також 24-дюймовий (610 мм) трубопровід довжиною 260 км з Фоса в Ліон (Фейзен). 

Ці трубопроводи почали діяти в 1971–72 роках. 
Система використовує дванадцять насосних станцій. 
Максимальний пропускна здатність системи становить 35 мільйонів метричних тонн на рік, хоча фактично використаний річний обсяг становить приблизно 23 мільйони метричних тонн на рік. 

Згідно інформації оператора, ділянка між Женном і Карлсруе не працює. 

## Нафтові порти і резервуари
Танкери розвантажують сиру нафту в порту Фос-сюр-Мер (максимальний дедвейт 400 000 тонн), а лігроїн і конденсат — у порту Лавера (максимальний дедвейт 50 000 тонн). 
Société du Pipeline Sud-Européen має резервуарний парк у безпосередній близькості від портових споруд у Фос-сюр-Мер з номінальною місткістю 2 260 000 м³, розділених на 40 резервуарів. 
Потужності нафтопорту дозволяють одночасно обробляти танкери вантажопідйомністю до 400 тис. тонн зі швидкістю вивантаження 15 тис. м³/год.
Об’єкти SPSE дозволяють транспортувати рідкі вуглеводні по трубопроводу до нафтопереробних заводів у районі Етан-де-Берр («Fos Esso», «Ineos Lavéra», «Total La Méde», LyondellBasell Берр-л'Етан), які постачаються магістральними трубопроводами, а також морем, через портові засоби, що дозволяють перевантажувати танкери. 
Крім того, SPSE управляє підземним сховищем Géosel у Маноске.

## Підключені НПЗ
Запірна станція у Верт-на-Рейні
- Фрейзенський нафтопереробний завод[en], Франція
- Нафтопереробний завод Кресьє[de], Швейцарія

Історично:
- Рейшстетський нафтопереробний завод[de], Ельзас, Франція
- Mobil Oil Raffinerie Wörth[de], Німеччина
- Мангаймський нафтопереробний завод[de], Німеччина
- Верхньорейнський нафтопереробний завод, Карлсруе, Німеччина

SPSE також постачає лігроїн та конденсат на платформу Карлен (Total Petrochemicals France) у Лотарингії.

## Аварії
У серпні 2009 року прорив у трубопроводі призвів до розливу сирої нафти в Réserve naturelle nationale des Coussouls de Crau, природний заповідник у Франції. 